# Coccoidella perseae
Coccoidella perseae är en svampart som beskrevs av Sivan. 1987. Coccoidella perseae ingår i släktet Coccoidella och familjen Coccoideaceae.   Inga underarter finns listade i Catalogue of Life.